# Campoplex alsophilae
Campoplex alsophilae là một loài tò vò trong họ Ichneumonidae.